# Adrenalina (telefilme)
Adrenalina es un telefilme dirigido por Ricard Figueras y José Ricardo Johnson Camí, que se rodó entre 2006 y 2007 por la productora catalana In Vitro y la valenciana Conta Conta.
En la película participaron los actores Pilar Almería, Ariadna Cabrol, Juli Cantó, Alejandro Gadea, Aleix Rengel y Elisabet Castellví.
Adrenalina cuenta la historia de dos amigos, Álex (Alejandro Gadea) y Raúl (Aleix Rengel), que se conocen desde el instituto. Álex pertenece a una familia acomodada. Raúl, por el contrario, es de clase media baja y se ha visto obligado a realizar diversos trabajos basura. Esta diferencia de clases desaparece, sin embargo, cuando ambos se juntan por las noches, con la pequeña banda que lideran, en busca de la adrenalina que les proporciona una vida menos monótona y gris. Esta adrenalina la encontrarán en los diversos desafíos que mantendrán con otras tribus urbanas: una serie de apuestas en las que buscarán el riesgo por el riesgo y en las que no importará causar daño a los demás.
- Datos: Q5477817